# Explosion accidentelle d'un missile Titan II à Damascus

L'explosion accidentelle d'un missile Titan II à Damascus (appelée aussi « accident de Damascus ») est un accident survenu en 1980 dans un secteur rural de l'Arkansas, aux États-Unis. Après une fuite accidentelle de son réservoir de propergols, causée lors d'une opération de maintenance, un missile balistique intercontinental LGM-25 C Titan II explose dans son puits de lancement, le 19 septembre 1980. L'accident se produit dans le complexe de lancement 374-7 dans le comté de Van Buren, juste au nord de Damascus, à approximativement 80 kilomètres (50 miles) au nord de Little Rock. À l'époque de l'explosion, le complexe 374-7 contenait un des dix-huit silos à missile placés sous le commandement de la 308e escadre de missiles stratégiques du Strategic Air Command, et plus précisément un des neuf silos dépendant de la 374e escadrille de missiles stratégiques. La tête nucléaire est expulsée hors du puits lors de l'explosion. Elle est retrouvée le lendemain à proximité ; ses dispositifs de sécurité ont empêché l'explosion nucléaire et l'émission de matières radioactives.

## L'accident
L'accident a lieu sur le complexe de lancement 374-7 de la Little Rock Air Force Base (en). Le jeudi 18 septembre 1980, vers 18 h 30 (heure du Centre), deux militaires appartenant à une équipe de transfert de propergols (propellant transfer system - PTS) vérifient la pression du réservoir de comburant (peroxyde d'azote) sur un missile Titan II. Par manque de temps, l'équipe PTS ne s'est pas équipée d'une clef dynamométrique, comme c'est depuis peu une obligation ; elle s'est procuré une clef à cliquet, instrument jusqu'ici utilisé, d'un poids de 11 kg et d'une longueur de 90 cm (25 livres, 3 pieds). La douille, d'un poids de 3,6 kg (8 livres) tombe accidentellement d'une hauteur de 24 m (80 pieds) et perce l'enveloppe du missile au niveau d'un réservoir de combustible du premier étage, provoquant la fuite d'un nuage d'aérozine 50. 

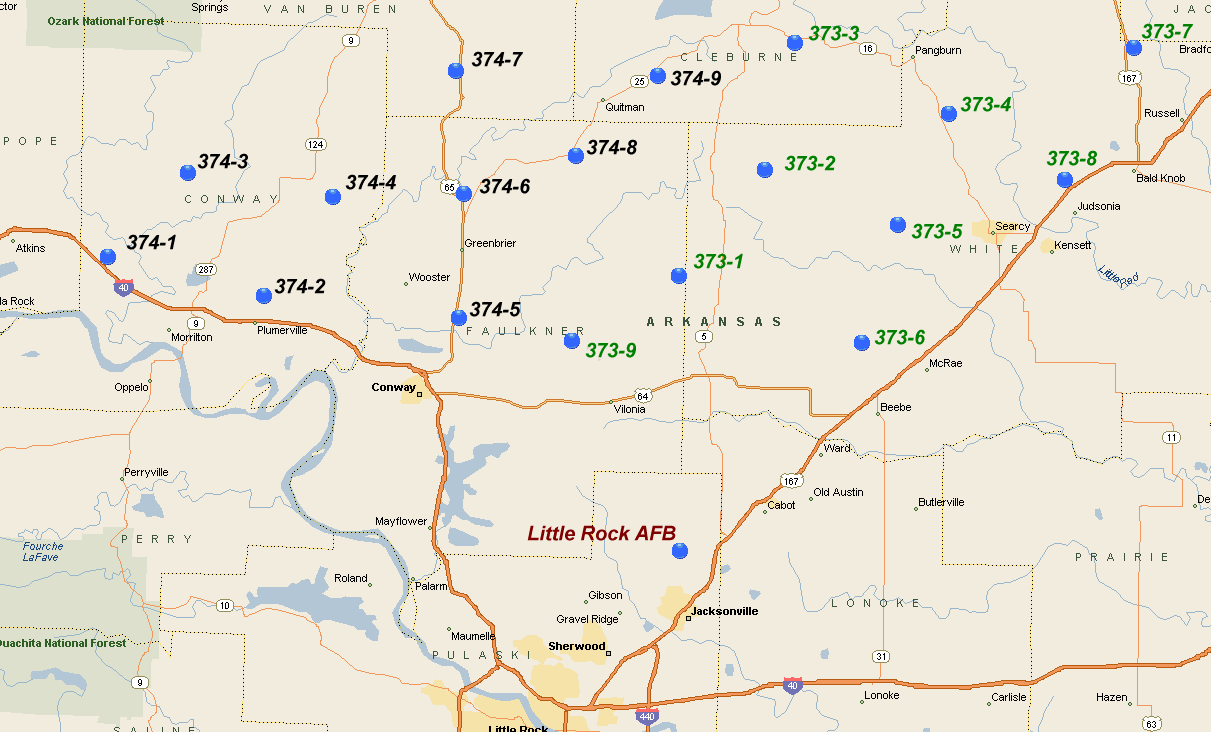
Sites Strategic Missile (SM) des 373rd et 374th Strategic Missile Squadrons, du 308th Strategic Missile Wing. L'explosion a eu lieu dans le silo 374-7 en haut à gauche de la carte.

Ce dernier est un combustible hypergolique avec l'oxydant du Titan II, à savoir le peroxyde d'azote ; en d'autres termes, ces ergols explosent spontanément au contact l'un de l'autre. Le peroxyde d'azote est stocké dans un second réservoir dans le premier étage de la fusée, directement au-dessus du réservoir de combustible et sous le second étage et son ogive nucléaire W53 de neuf mégatonnes.
Finalement, l'équipe d'entretien du missile et l'équipe PTS évacuent le centre de contrôle du lancement, tandis que les équipes de secours civiles et militaires arrivent sur les lieux. Celles-ci s'inquiètent d'un possible effondrement du réservoir de combustible du premier étage, maintenant vide, ce qui entraînerait la chute du reste du missile et sa dislocation, ce qui permettrait au peroxyde d'azote d'entrer en contact avec l'aérozine 50 déjà présent dans le silo.

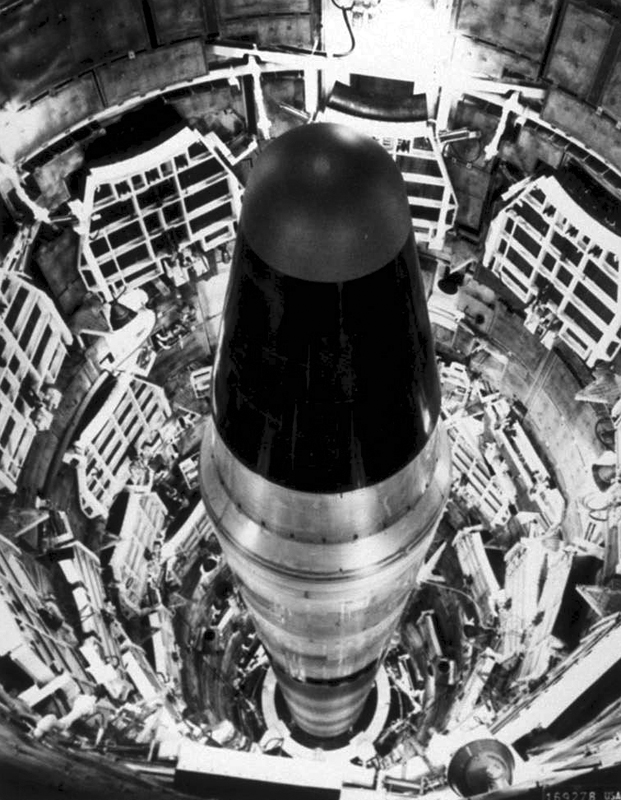
Missile balistique Titan dans son silo.

Tôt dans la matinée du 19 septembre, une équipe PTS composée de deux hommes pénètre dans le silo. Puisque leurs détecteurs de vapeur indiquent une atmosphère explosive, ordre leur est donné d'évacuer. Puis on leur demande d'entrer à nouveau dans le silo pour mettre en marche un ventilateur extracteur d'air. Le caporal-chef David Livingston rentre dans le silo pour exécuter l'ordre et peu après, vers 3 h du matin, les propergols hypergoliques explosent.
L'explosion initiale catapulte au loin le couvercle du silo, d'un poids de 232 tonnes, et éjecte le second étage ainsi que l'ogive. Le second étage explose dès sa sortie du silo. L'ogive W53 atterrit à environ 30 m (100 pieds) de la porte d'entrée du complexe de lancement à près de 200 m de là ; ses dispositifs de sécurité fonctionnent correctement et empêchent la perte de matériel radioactif. Le caporal-chef David Livingston (promu sergent à titre posthume) est blessé sérieusement et meurt plus tard à l'hôpital. 21 autres personnes, qui se trouvaient à proximité de l'explosion, sont également blessées ; 6 étant le dimanche 22 septembre toujours hospitalisées dans un état grave. Tout le complexe de lancement est détruit et un cratère de 75 mètres de large a été creusé à l'emplacement du silo.
À l'aube, l'armée de l'air retrouve l'ogive et la transporte à la base aérienne de Little Rock. Durant les opérations de récupération de l'ogive, le commandant de la 308e escadrille de missiles, le colonel John Moser, reçoit une aide importante de la part d'unités militaires et de décideurs fédéraux ou locaux.
L'ancien complexe de lancement est désactivé et démonté pour un coût estimé à 20 millions de dollars, et se trouve aujourd'hui sur un terrain privé. Le site figure depuis le 18 février 2000 dans le Registre national des lieux historiques.
Le 9 juin 1965, le silo 373-4 hébergeant un missile Titan II en Arkansas, avait déjà fait l'objet d'un incendie et provoqué l'accident le plus meurtrier dans un site d'armes nucléaires aux États-Unis, en faisant 53 morts.

## Filmographie
- 1980, accident nucléaire en Arkansas, documentaire diffusé sur Arte[3].
- 2018, Scorpion (série TV), l'épisode 4 de la saison 4 (L'union fait la force) est inspiré de cette histoire.